# 海尔德兰省
海尔德兰省（荷蘭語：Provincie Gelderland）是位于荷兰中部的一个省，首府阿纳姆，人口1,970,865（2005年）。海尔德兰东部和德国接壤，相邻的省份有上艾瑟尔省，弗莱福兰，乌德勒支，南荷兰省，林堡和北布拉邦省。
就土地面积而言，海尔德兰是荷兰最大的省，但如果包括水域面积，则弗里斯兰省位居第一。首府城市为阿纳姆，最大的城市是奈梅亨。另外两个较小的重要城市是阿珀尔多伦和埃德。

## 歷史
海爾德蘭省現在的版圖是承襲歷史三個公國的領地，11世紀海爾德蘭開始有國家組織的出現，當時是為神聖羅馬帝國下屬的一個公國，當時的版圖包含了現代的林堡省以及位於德國北萊茵-威斯伐倫州的克萊韋縣，1543年哈布斯堡王朝因為繼承勃艮地的遺產而把該地併入版圖，儘管不是個人口稠密的地區但也是耳熟能詳的「七省聯盟」的成員之一，第二次世界大戰期間該省市荷蘭戰況相當慘烈的地區，市場花園行動是此戰著名的戰役之一。

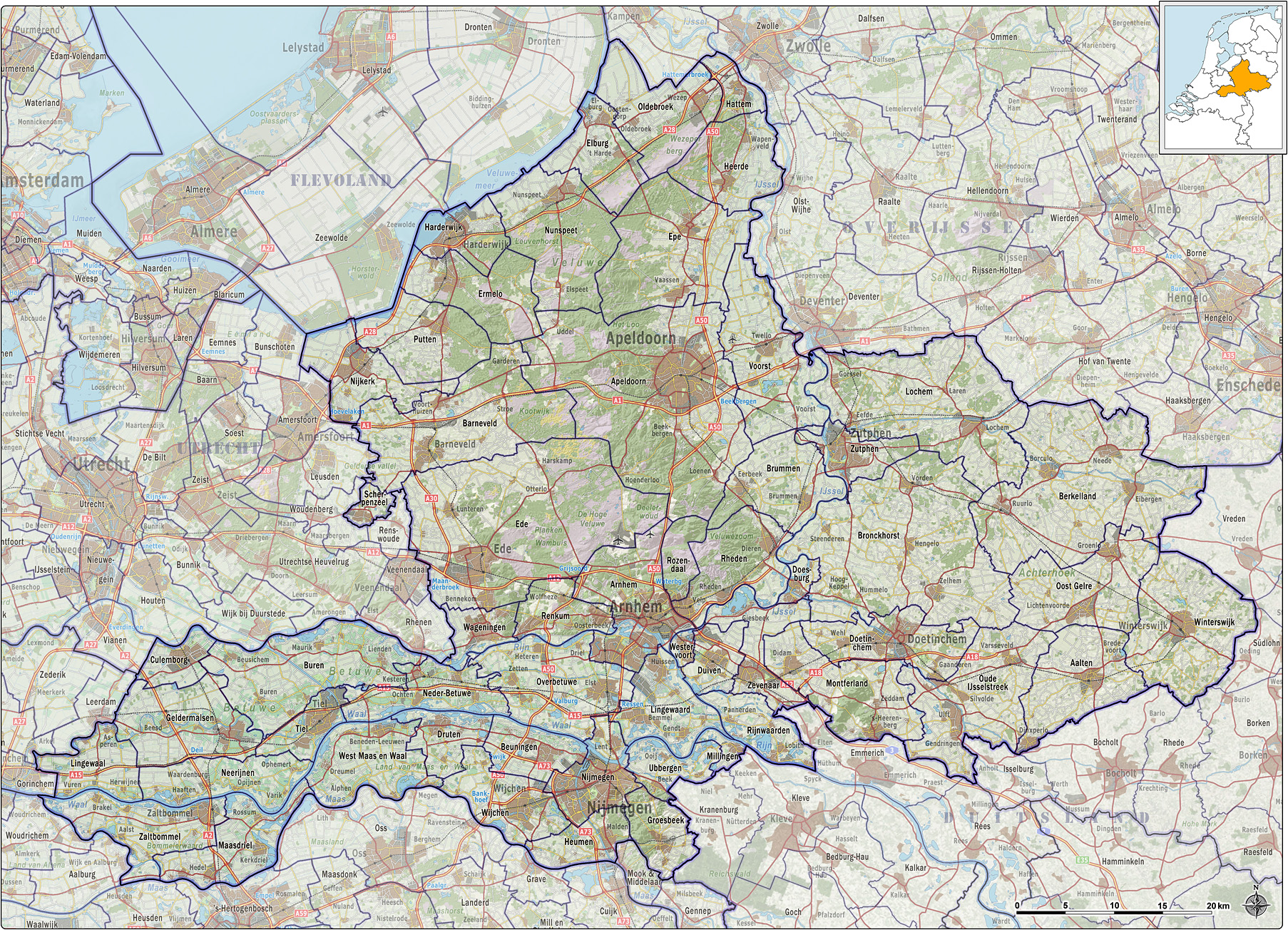
2012海爾德蘭省的版圖之一

## 地理
海爾德蘭傳統上分成三個區域：分別是北部的費呂沃(荷蘭語：Veluwe)西南部的贝蒂沃(荷蘭語：Betuwe)以及東部的阿赫特胡克(荷蘭語：Achterhoek從荷蘭文字面的意思即後面的街角)或是赫拉夫斯哈普(荷蘭語：Graafschap，荷蘭文的原意指位於東部的伯爵或城市)

## 市镇

### 分布圖
點擊此地圖上各市鎮位置即可連結至該市鎮頁面。

### 市鎮列表
| - 阿尔滕（Aalten） - 阿珀尔多伦（Apeldoorn） - 阿纳姆（Arnhem） - 巴讷费尔德（Barneveld） - 贝尔克兰（Berkelland） - 伯宁恩（Beuningen） - 布龙克霍斯特（Bronckhorst） - 布吕门（Brummen） - 比伦（Buren） - 屈伦博赫（Culemborg） - 杜斯堡（Doesburg） | - 杜廷赫姆（Doetinchem） - 德吕滕（Druten） - 德伊芬（Duiven） - 埃德（Ede） - 埃尔堡（Elburg） - 埃珀（Epe） - 埃尔默洛（Ermelo） - 西贝蒂沃（West Betuwe） - 贝赫和达尔（Berg en Dal） - 哈尔德韦克（Harderwijk） | - 哈特姆（Hattem） - 海尔德（Heerde） - 赫门（Heumen） - 灵厄瓦尔德（Lingewaard） - 洛赫姆（Lochem） - 马斯德里尔（Maasdriel） - 蒙特弗兰（Montferland） - 下贝蒂沃（Neder-Betuwe） | - 奈凯尔克（Nijkerk） - 奈梅亨（Nijmegen） - 宁斯佩特（Nunspeet） - 奥尔德布鲁克（Oldebroek） - 东海尔勒（Oost Gelre） - 旧艾瑟尔斯特雷克（Oude IJsselstreek） - 上贝蒂沃（Overbetuwe） - 皮滕（Putten） - 伦克姆（Renkum） - 雷登（Rheden） | - 罗曾达尔（Rozendaal） - 斯海彭泽尔（Scherpenzeel） - 蒂尔（Tiel） - 福尔斯特（Voorst） - 瓦赫宁恩（Wageningen） - 西马斯和瓦尔（West Maas en Waal） - 韦斯特福特（Westervoort） - 韦亨（Wijchen） - 温特斯韦克（Winterswijk） - 扎尔特博默尔（Zaltbommel） - 泽弗纳尔（Zevenaar） - 聚特芬（Zutphen） |

### 被取消的市鎮
2000年1月1日Hoevelaken被併入Nijkerk。
以下市鎮在2005年1月1日被取消。
這些市鎮被其銀近的市鎮所併：
- Angerlo被併入澤弗納爾。
- Dinxperlo被併入阿尔滕。
- Gorssel被併入洛赫姆。
- Lichtenvoorde被併入赫龙洛（Groenlo，之後再被併入东海尔勒）。
- Warnsveld被併入聚特芬。
- Wehl被併入杜廷赫姆。

以下市鎮被併入後重新命名：
- Borculo、Eibergen、Neede以及Ruurlo合併後改名為貝爾克蘭。
- Hengelo、Hummelo en Keppel、Steenderen、Vorden以及Zelhem合併後改名為布龙克霍斯特。
- Bergh以及Didam合併後改名為蒙特弗蘭。
- Gendringen以及Wisch合併後改名為旧艾瑟尔斯特雷克。
- Lichtenvoorde、Groenlo（赫龙洛）、Lievelde、Zieuwent以及周遭較小的市鎮合併後改名為东海尔勒。

## 城堡

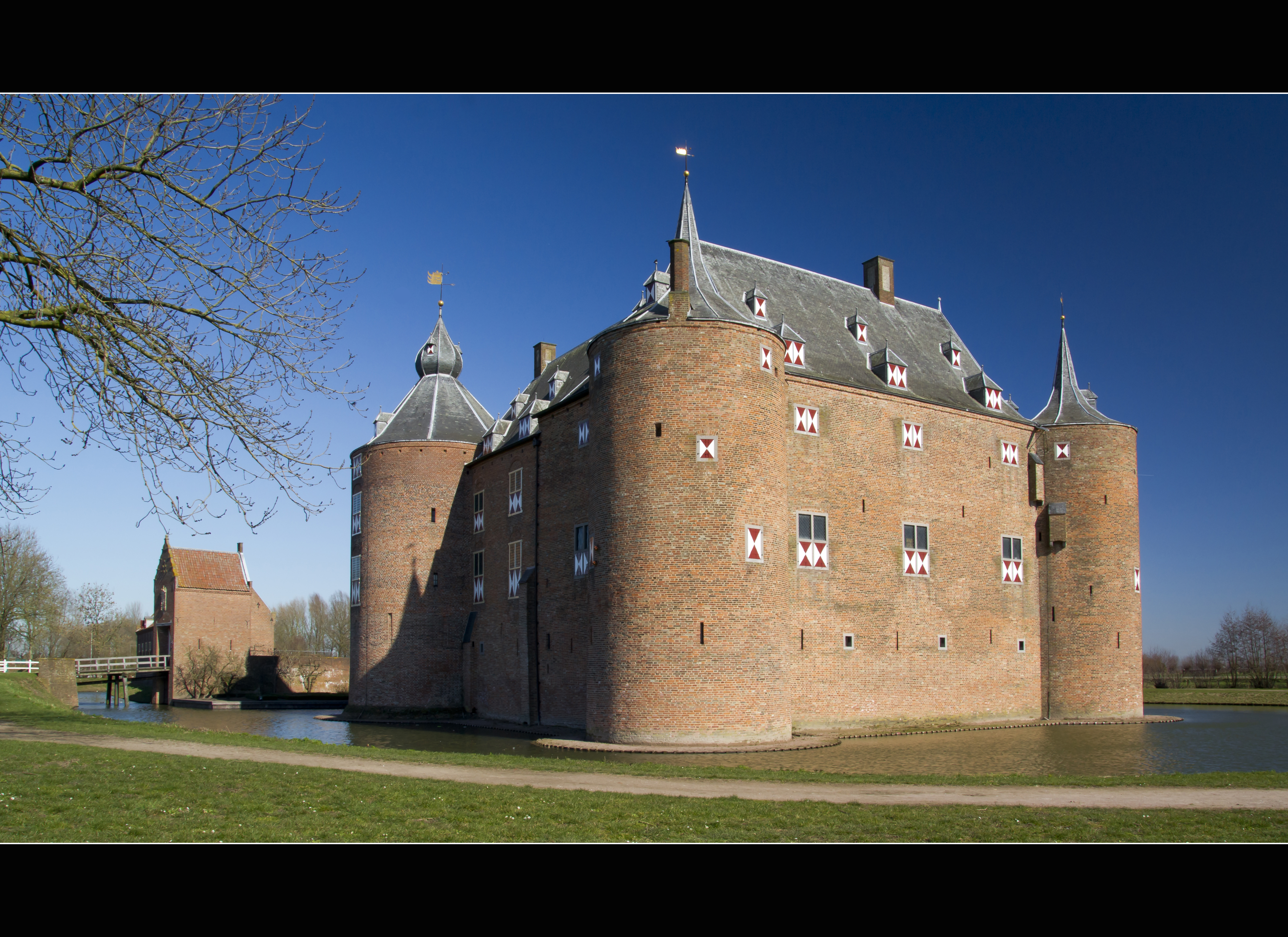
阿梅索耶城堡

海尔德兰省拥有許多古典欧洲城堡，包括水城堡、防御型城堡等。部分城堡归属于Geldersch Landschap & Kasteelen组织，由此组织进行统一修缮和维护。
- 阿梅索耶城堡
- 卡纳伯尔堡
- 多伦韦尔堡
- 赫尔纳恩堡
- 罗森达尔堡
- 福尔沃德庄园
- 塞朋德别墅

## 媒體
2001年劇情片騎士風雲錄便曾在海爾德蘭省取景。